# Mohammed Salisu
Mohammed Salisu Abdul Karim, född 17 april 1999, är en ghanansk fotbollsspelare som spelar för AS Monaco.

## Karriär
Den 12 augusti 2020 värvades Salisu av Southampton, där han skrev på ett fyraårskontrakt. Salisu debuterade den 11 februari 2021 i en 2–0-vinst över Wolverhampton Wanderers i FA-cupen. Tre dagar senare gjorde han även sin Premier League-debut, då han i en 2–1-förlust mot Wolverhampton Wanderers ersatte skadade Kyle Walker-Peters i den 72:a minuten.
Den 1 augusti 2023 värvades Salisu av AS Monaco, där han skrev på ett femårskontrakt.